# Mariah Bell
Mariah Cheyenne Bell (Tulsa, 18 april 1996) is een Amerikaans voormalig kunstschaatsster.

## Biografie
Geïnspireerd door haar vijf jaar oudere zus - die al schaatste en zich later aansloot bij Disney on Ice, begon Bell op vierjarige leeftijd met kunstschaatsen. Het gezinsleven stond volledig in het teken van de sport. Zo zeer zelfs dat Bells moeder met haar dochters in 2008 apart van haar man ging wonen zodat haar kinderen onder de bekende schaatscoach Cindy Sullivan konden trainen.
Op haar veertiende deed Bell voor het eerst mee aan de NK in de novice-klasse, waar ze eerste werd met de korte kür. Hoewel ze geen enkele keer deelnam aan de WK voor junioren, werd ze na haar twintigste wel succesvol bij de senioren. Zo won ze twee keer de bronzen medaille op de nationale kampioenschappen en werd ze drie jaar op rij afgevaardigd naar de WK en de 4CK. Haar beste prestatie was respectievelijk de negende en vijfde plek. In maart 2019 ontstond er ophef toen Bell ervan werd beschuldigd de Zuid-Koreaanse Lim Eun-soo bewust met haar schaats te hebben verwond. De ISU oordeelde dat er niets onrechtmatigs was gebeurd. Bell heeft een relatie met kunstschaatser Romain Ponsart.
Bell deed in 2022 mee aan de Olympische Spelen in Peking. Ze maakte in oktober 2022 bekend te stoppen als professioneel kunstschaatsster, maar dat ze vanaf dat moment wel mee zou doen aan ijsshows.

## Belangrijke resultaten
| Kampioenschap                                        | 11/12 | 12/13  | 13/14         | 14/15         | 15/16         | 16/17         | 17/18         | 18/19         | 19/20         | 20/21         | 21/22         |
| ---------------------------------------------------- | ----- | ------ | ------------- | ------------- | ------------- | ------------- | ------------- | ------------- | ------------- | ------------- | ------------- |
| Olympische Spelen                                    |       |        |               |               |               |               |               |               |               |               | 10e           |
| Wereldkampioenschap                                  |       |        |               |               |               | 12e           | 12e           | 9e            | *             |               | 4e            |
| Viercontinentenkampioenschap                         |       |        |               |               |               | 6e            | 5e            | 6e            |               |               |               |
| Nationaal kampioenschap                              |       |        | 13e           | 6e            | 11e           | Brons         | 5e            | Brons         | Zilver        | 5e            | Goud          |
| NK junioren                                          | 5e    | Zilver | geen deelname | geen deelname | geen deelname | geen deelname | geen deelname | geen deelname | geen deelname | geen deelname | geen deelname |
| * WK afgelast naar aanleiding van de coronapandemie. |       |        |               |               |               |               |               |               |               |               |               |